# Cârțibași
Cârțibași – wieś w Rumunii, w okręgu Vaslui, w gminie Bogdănița. W 2011 roku liczyła 180 mieszkańców.